# Feeënbaarzen
Feeënbaarzen (Grammatidae) zijn een familie van straalvinnige vissen uit de orde van Baarsachtigen (Perciformes).

## Geslachten
- Gramma Poey, 1868
- Lipogramma Böhlke, 1960